# Dark Wings of Steel
Dark Wings of Steel – dziewiąty album studyjny wydany przez Rhapsody of Fire 22 listopada 2013 roku przez wytwórnię AFM Records. Jest to pierwszy album, w którym nie grają gitarzysta Luca Turilli i basista Patrice Guers, którzy opuścili zespół w dobrych stosunkach w sierpniu 2011 roku.

## Lista Utworów
- Wszystkie teksty są autorstwa Fabio Lione
- Wszystkie utwory zostały skomponowane przez Alexa Staropoli

| Nr  | Tytuł                       | Czas |
| --- | --------------------------- | ---- |
| 1.  | "Vis Divina"                | 1:28 |
| 2.  | "Rising from Tragic Flames" | 6:16 |
| 3.  | "Angel of Light"            | 7:06 |
| 4.  | "Tears of Pain"             | 6:27 |
| 5.  | "Fly to Crystal Skies"      | 5:13 |
| 6.  | "My Sacrifice"              | 8:06 |
| 7.  | "Silver Lake of Tears"      | 5:01 |
| 8.  | "Custode di Pace"           | 5:07 |
| 9.  | "A Tale of Magic"           | 4:18 |
| 10. | "Dark Wings of Steel"       | 5:52 |
| 11. | "Sad Mystic Moon"           | 4:37 |

## Twórcy
- Fabio Lione – wokal
- Roberto de Micheli – gitara elektryczna
- Alex Staropoli – instrumenty klawiszowe
- Oliver Holzwarth – gitara basowa
- Alex Holzwarth – perkusja